# Staverden

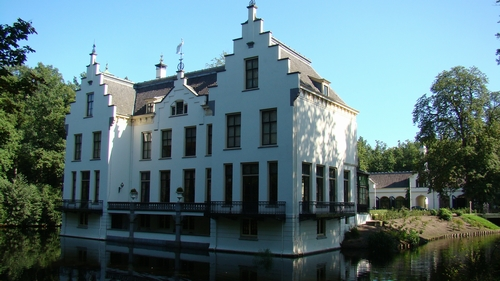
Le château de Staverden

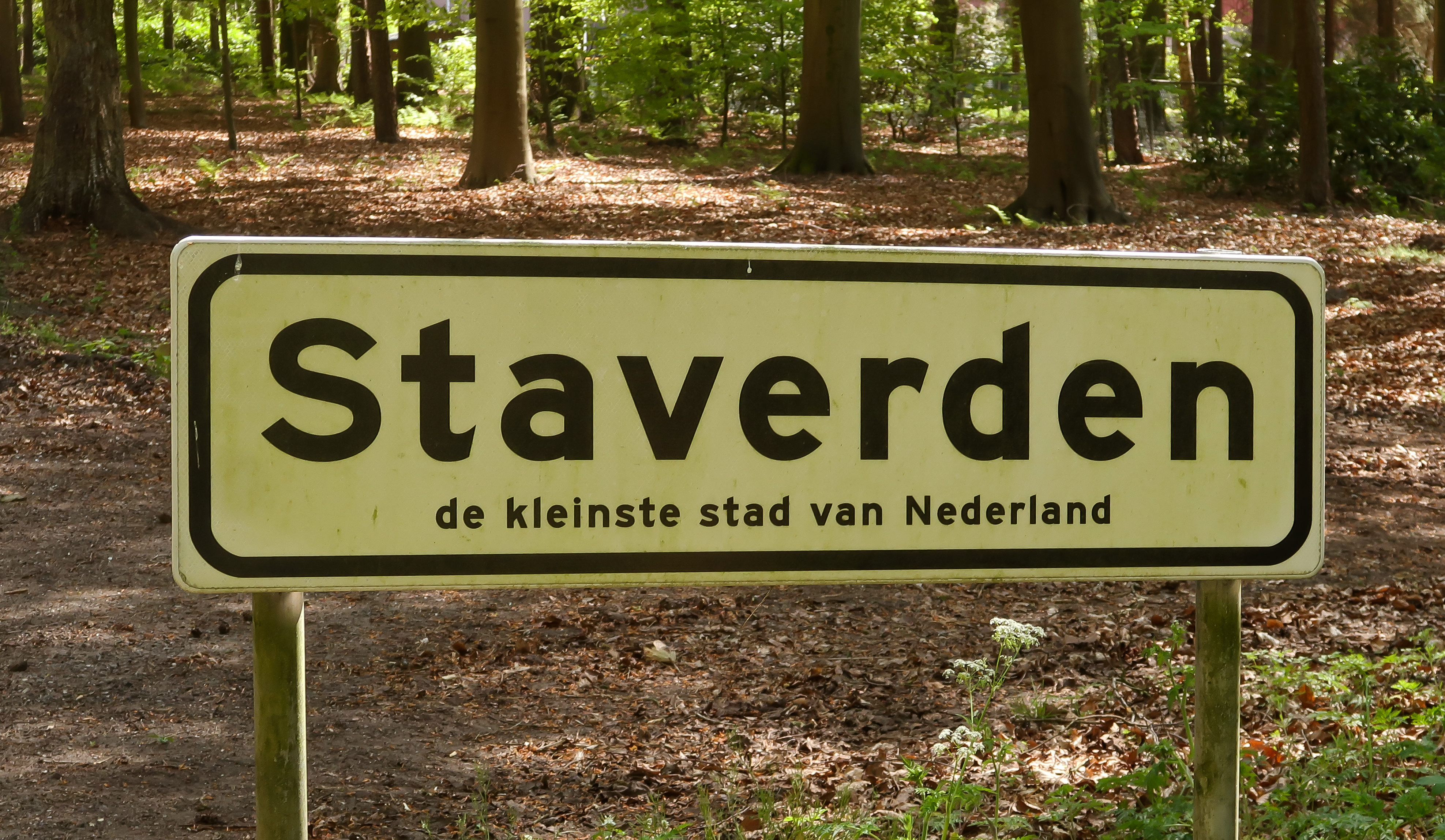
Staverden, la plusa petite ville des Pays Bas

Staverden est un hameau situé dans la commune néerlandaise d'Ermelo, dans la province de Gueldre. Le 1er janvier 2007, le village comptait 40 habitants.
Staverden a obtenu des privilèges de ville en 1298, mais ne s'est jamais réellement développé. C'est la plus petite ville des Pays-Bas, et probablement l'une des plus petites du monde.